# Najade (Schiff, 1888)
Die Najade war das erste in Deutschland aus Stahl gebaute Vollschiff. Sie wurde im Ersten Weltkrieg, inzwischen unter norwegischer Flagge segelnd, von einem deutschen U-Boot versenkt.

## Bau und technische Daten
Das Schiff lief 1888 mit der Baunummer 65 bei der Werft Joh. C. Tecklenborg in Geestemünde für die Bremer Reederei Gildemeister & Ries vom Stapel. Der als Vollschiff getakelte Dreimaster mit zwei Decks war 79,9 m lang und 12 m breit und hatte maximal 6,8 m Tiefgang. Die Najade war mit 1773 BRT und 1677 NRT vermessen.

## Schicksal
Die Najade wurde, wie alle Schiffe der Reederei, die 1897 zur Aktiengesellschaft Visurgis AG umgewandelt wurde, in der Trampschifffahrt eingesetzt. Im Mai 1912 wurde sie an Samuel Marcussen (1879–1960) in Oslo verkauft.
Am 21. März 1917 befand sich die Najade, beladen mit Ölkuchen, auf der Fahrt von Galveston nach Dänemark, als sie zwischen den Orkneys und Shetlands auf Position 59° 35′ 0″ N, 2° 17′ 0″ O von dem deutschen U-Boot U 59 (Wilhelm von Fircks) torpediert und versenkt wurde. Dabei kamen alle 21 Mann der Besatzung ums Leben, ebenso wie vier Mann der vom Hilfskreuzer HMS Ebro auf das Schiff abgestellten bewaffneten Wache.

## Möglicher Nachbau
Am 2. Oktober 2020 wurde ein vom Bremerhavener Magistrat in Auftrag gegebenes Gutachten vorgestellt, das zu dem Schluss kam, ein hölzerner Nachbau des 2019 gesunkenen und später abgewrackten Bremerhavener Wahrzeichens und Flaggschiffs des Deutschen Schifffahrtsmuseums Seute Deern sei aus Kostengründen nicht realisierbar. Gutachter Torsten Conradi schlägt vor, stattdessen einen historischen Frachtsegler aus Stahl nachzubauen. Als Vorbild hierfür nennt er die Najade, die als erstes in Deutschland gebautes Vollschiff aus Stahl den seinerzeit hohen Stand der Technologie der Tecklenborg-Werft repräsentiert. Der Nachbau soll etwa 34,4 Millionen Euro kosten. Eine Entscheidung über eine Realisierung des Vorschlags ist bisher nicht gefallen, diese gilt jedoch aufgrund der starken Kritik, unter anderem von Seiten des Bundesrechnungshofes als unwahrscheinlich (Stand: 18. Mai 2023).